# زن جنگل
زن جنگل (انگلیسی: Jungle Woman) فیلمی در ژانر ترسناک و علمی–تخیلی به کارگردانی رجینالد ده بورگ است که در سال ۱۹۴۴ منتشر شد.

## بازیگران
- ایولین انکرز
- جی. کارول نایش
- ساموئل اس هیندز
- میلبورن استون
- داگلاس دامبریل
- آکوانتا